# Max Carlsson
Max Gregor Carlsson, född 14 april 1914 i Malmö Sankt Pauli församling, Malmö, död 9 oktober 1996 i Sofielunds församling, Malmö, var en svensk konstnär
Max Carlsson var son till målarmästaren Gillis Carlsson och Maria Mårtensson samt gift med Inez Rosquist. Carlsson studerade vid Skånska målarskolan 1945-1946 och för André Lhote i Paris 1953. Separat ställde han ut i Malmö samt Limhamn och han deltog i samlingsutställningar med Sveriges allmänna konstförening, Österlenkonstnärerna i Simrishamn, Ängelholms konstförening, och sedan 1957 Skånes konstförening samt i Stockholmssalongerna på Liljevalchs konsthall. Hans konst består av porträtt, figursaker, interiörer, och stilleben ofta med en dragning åt det kubistiska. Han var medlem i Arildsgruppen och Konstnärernas Samarbetsorganisation. Carlsson är representerad vid Malmö museum och Eskilstuna konstmuseum.